# روي وينستون
روي وينستون (بالإنجليزية: Roy Winston)‏ هو لاعب كرة قدم أمريكية أمريكي، ولد في 15 سبتمبر 1940 في باتون روج في الولايات المتحدة.

## وصلات خارجية
- روي وينستون على موقع مرجع كرة القدم المحترفة.كوم (الإنجليزية)